# The Long Goodbye (película)
The Long Goodbye (en Argentina, Un adiós peligroso; en España, Un largo adiós) es una película estadounidense de 1973, dirigida por Robert Altman. Protagonizada por Elliott Gould en el papel principal. Basada en la novela homónima de Raymond Chandler. 
Galardonada con el premio National Society of Film Critics 1974: a la mejor fotografía (Vilmos Zsigmond)

## Reparto
- Elliott Gould - Philip Marlowe
- Nina Van Pallandt - Eileen Wade
- Jim Bouton - Terry Lennox
- Sterling Hayden - Roger Wade
- Mark Rydell - Marty Augustine
- Henry Gibson - Dr. Verringer
- David Arkin - Harry
- Arnold Schwarzenegger - Matón de Marty Augustine

## Comentarios
A diferencia de la novela, que transcurre en la década de 1950, esta versión cinematográfica se sitúa en la década de 1970, retratando el estilo de vida y cultura hollywoodense. 
El film se considera "un estudio de un hombre moral y decente envuelto en una sociedad egoísta donde la vida puede ser desperdiciada sin arrepentimiento... y todo concepto de lealtad y amistad es insignificante".
Es un homenaje cómico al cine negro.